# アレクサンドル・アファナーシェフ

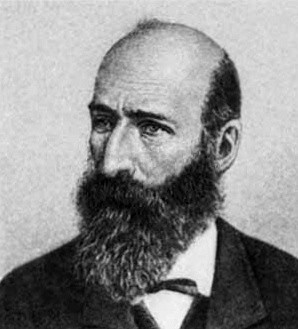
アファナーシエフ

アレクサンドル・ニコライェヴィチ・アファナーシエフ（Алекса́ндр Никола́евич Афана́сьев、1826年7月11日 - 1871年10月5日）はロシアの民俗学者。ロシア民話研究の第一人者で、「ロシアのグリム兄弟」とも称される。
600以上の民話・伝承を編纂しており、その数は世界で最も多い。

## 生涯
ヴォロネジのギムナジウムからモスクワ大学法学部へ進学し、コンスタンチン・カヴェーリンやティモフェイ・グラフノスキーから講義を受ける。彼は中世ロシア史の研究を行っていたが、セルゲイ・ウヴァーロフに反抗したため、大学での研究を続けられなくなった。
公文書館で働くが、活動家のアレクサンドル・ゲルツェンとの接触があったことから職を失う。貧しい暮らしの中で結核にかかり45歳でこの世を去る。

## 民話編纂
アファナーシエフは1850年頃からロシア民話への関心を強めた。ウラジーミル・ダーリやロシア地理学協会の資料などを基に編纂し、1855年から1863年にかけて『ロシア民話集』を刊行した。1865年から1869年にかけては、スラヴ人の自然観についてまとめた『スラヴ人の詩的自然観』を刊行した。『ロシア滑稽譚』は猥雑さや教会批判などから検閲を免れられないため、ジュネーヴで刊行された。

## 重要性
アファナーシエフ以前はロシア民俗研究はあまり成されなかった。10世紀に教会スラヴ語で記録されるようになったが、教会の慣習にかかわるものが主であり、19世紀頃まで民俗的物語は文字に残されなかった。アファーナシェフの編纂は民俗研究にとって価値の高いものであり、ニコライ・リムスキー＝コルサコフやイーゴリ・ストラヴィンスキーの芸術作品にも大きな影響を与えている。

## 主な日本語訳
- 『ロシア民話集　アファナーシエフ民話集』全5巻、中村白葉・米川正夫訳、現代思潮新社（新版）
- 編『ロシア滑稽譚』中村喜和訳、筑摩書房、1979年
- 編『ロシアの怪奇民話』金本源之助訳、世界の怪奇民話 評論社 1982年
- 編『ロシア民話集』上下、中村喜和編訳、岩波文庫、1987年
- 編『ロシア好色昔話大全』中村喜和訳、平凡社、2006年
- 『ロシアの民話』全4巻、金本源之助訳、群像社、2009-2011年

### 作家論
- 宮川やすえ『ロシア民話選　ロシア民話とアファナーシェフの世界』明石書店、1996年
- 『昔話を語ろうか　ロシアのグリム、アファナーシエフの物語』

ポルドミンスキイ、尾家順子訳、「ロシア作家案内シリーズ」群像社、2009年　